# Natalija Medvedjeva
Natalija Olehivna Medvedjeva, accreditata come Natalia Medvedeva dalla WTA (in ucraino Наталія Олегівна Медведєвa?; in russo Наталья Олеговна Медведева?, Natal'ja Olegovna Medvedeva; Kiev, 15 novembre 1971), è un'ex tennista ucraina, fino al 1991 sovietica.

## Biografia
E' sorella maggiore del tennista Andrij Medvedjev.
In carriera ha vinto 4 titoli in singolare e 12 titoli di doppio. Nei tornei del Grande Slam ha ottenuto il suo miglior risultato raggiungendo le semifinali di doppio misto all'Open di Francia nel 1990 e agli Australian Open nel 1994.
In Fed Cup ha disputato un totale di 16 partite, ottenendo 8 vittorie e 8 sconfitte.

## Statistiche

### Singolare

#### Vittorie (4)
| Numero | Anno             | Torneo                                 | Superficie  | Avversaria in finale   | Punteggio     |
| 1.     | 4 novembre 1990  | Virginia Slims of Nashville, Brentwood | Cemento     | Susan Sloane-Lundy     | 6–3, 7–6      |
| 2.     | 16 febbraio 1992 | Generali Ladies Linz, Linz             | Sintetico   | Pascale Paradis-Mangon | 6-4, 6-2      |
| 3.     | 18 luglio 1993   | I. ČLTK Prague Open, Praga             | Terra rossa | Meike Babel            | 6–3, 6–2      |
| 4.     | 31 ottobre 1993  | Faber Grand Prix, Essen                | Cemento     | Conchita Martínez      | 6–7, 7–5, 6–4 |

### Singolare

#### Finali perse (1)
| Numero | Anno           | Torneo                        | Superficie | Avversaria in finale | Punteggio |
| 1.     | 30 agosto 1993 | Schenectady Open, Schenectady | Cemento    | Larisa Neiland       | 3–6, 5–7  |

### Doppio

#### Vittorie (12)
| Numero | Anno              | Torneo                                       | Superficie  | Compagna           | Avversarie in finale                   | Punteggio     |
| 1.     | 24 aprile 1988    | Singapore Open, Singapore                    | Cemento     | Natal'ja Bykova    | Leila Meskhi Svetlana Černeva          | 7–6, 6–3      |
| 2.     | 4 febbraio 1990   | ASB Classic, Auckland                        | Cemento     | Leila Meskhi       | Jill Hetherington Robin White          | 3-6, 6-3, 7-6 |
| 3.     | 11 febbraio 1990  | Wellington Classic, Wellington               | Cemento     | Leila Meskhi       | Michelle Jaggard-Lai Julie Richardson  | 6-3, 2-6, 6-4 |
| 4.     | 28 ottobre 1990   | Puerto Rico Open, Dorado                     | Cemento     | Elena Brjuchovec   | Amy Frazier Julie Richardson           | 6–4, 6–2      |
| 5.     | 29 settembre 1991 | Moscow Ladies Open, San Pietroburgo          | Sintetico   | Elena Brjuchovec   | Isabelle Demongeot Jo Durie            | 7–5, 6–3      |
| 6.     | 19 aprile 1992    | Pattaya Women's Open, Pattaya                | Cemento     | Isabelle Demongeot | Pascale Paradis-Mangon Sandrine Testud | 6–1, 6–1      |
| 7.     | 26 aprile 1992    | Malaysian Women's Open, Kuala Lumpur         | Cemento     | Isabelle Demongeot | Rika Hiraki Petra Langrová             | 2–6, 6–4, 6–1 |
| 8.     | 11 luglio 1993    | Internazionali Femminili di Palermo, Palermo | Terra rossa | Karin Kschwendt    | Silvia Farina Elia Brenda Schultz      | 6–4, 7–6      |
| 9.     | 24 ottobre 1993   | Brighton International, Brighton             | Sintetico   | Laura Golarsa      | Anke Huber Larisa Neiland              | 6-3, 1-6, 6-4 |
| 10.    | 9 gennaio 1994    | Danone Hardcourt Championships, Brisbane     | Cemento     | Laura Golarsa      | Jenny Byrne Rachel McQuillan           | 6–3, 6–1      |
| 11.    | 11 agosto 1996    | WTA Austrian Open, Maria Lankowitz           | Terra rossa | Janette Husárová   | Lenka Cenková Kateřina Sisková         | 6–4, 7–5      |
| 12.    | 3 novembre 1996   | Kremlin Cup, Mosca                           | Sintetico   | Larisa Neiland     | Silvia Farina Elia Barbara Schett      | 7–6, 4–6, 6–1 |

### Doppio

#### Finali perse (1)
| Numero | Anno             | Torneo                                 | Superficie  | Compagna     | Avversarie in finale             | Punteggio     |
| 1.     | 12 novembre 1989 | Virginia Slims of Nashville, Nashville | Terra rossa | Leila Meskhi | Manon Bollegraf Meredith McGrath | 6-1, 6-7, 6-7 |